# Zemský okres Cuxhaven
Zemský okres Cuxhaven (německy Landkreis Cuxhaven) je zemský okres v německé spolkové zemi Dolní Sasko. Sídlem správy zemského okresu je město Cuxhaven. Má přibližně 199 tisíc obyvatel. 

## Města a obce
Města:
1. Cuxhaven
2. Geestland
3. Hemmoor
4. Otterndorf

Obce:
1. Armstorf
2. Belum
3. Beverstedt
4. Bülkau
5. Cadenberge
6. Hagen im Bremischen
7. Hechthausen
8. Hollnseth
9. Ihlienworth
10. Lamstedt
11. Loxstedt
12. Mittelstenahe
13. Neuenkirchen (Hadeln)
14. Neuhaus (Oste)
15. Nordleda
16. Oberndorf (Oste)
17. Odisheim
18. Osten (Oste)
19. Osterbruch
20. Schiffdorf
21. Steinau (Niedersachsen)
22. Stinstedt
23. Wanna
24. Wingst
25. Wurster Nordseeküste